# Österreichischer Musiktheaterpreis 2018
Der Österreichische Musiktheaterpreis 2018 ist die sechste Verleihung des Österreichischen Musiktheaterpreises. Die Verleihung fand am 19. Juni 2018 in der Oper Graz statt. Am 17. Mai 2018 wurden die Nominierungen bekanntgegeben. Die Produktion Axel an der Himmelstür an der Volksoper Wien wurde in vier Kategorien gewürdigt (beste Gesamtproduktion Operette, Peter Lund in der Kategorie beste Regie, Jakob Semotan als bester Nachwuchskünstler sowie beste Ausstattung).

## Preisträger und Nominierte

### Beste weibliche Hauptrolle
- Anna-Maria Kalesidis – Rusalka (Rusalka) – Tiroler Landestheater[3]
  - Angela Brower – Maria Stuarda (Elisabetta I) – Stadttheater Klagenfurt
  - Marlis Petersen – Hamlet von Anno Schreier (Königin) – Theater an der Wien
  - Christa Ratzenböck – Falstaff (Mrs. Quickly) – Landestheater Linz

### Beste männliche Hauptrolle
- Aleš Briscein – Der Zwerg (Der Zwerg) – Oper Graz
  - Uwe Stickert – Capriccio (Flamand) – Tiroler Landestheater
  - Csaba Szegedi – Otello (Jago) – Stadttheater Klagenfurt

### Beste weibliche Nebenrolle
- Camilla Lehmeier – Le nozze di Figaro (Cherubino) – Tiroler Landestheater
  - Marina Petkov – Peter Pan (Tinkerbell) – Bühne Baden
  - Hailey Clark – La Bohème (Musetta) – Salzburger Landestheater
  - Beate Ritter – Hoffmanns Erzählungen (Olympia) – Volksoper Wien

### Beste männliche Nebenrolle
- Jochen Kowalski – Hamlet (der tote Hamlet) – Theater an der Wien
  - Artur Ortens  – Victor/Victoria (Squash) – Bühne Baden
  - Martin Achrainer – Falstaff (Ford) – Landestheater Linz

### Beste Gesamtproduktion Oper
- Capriccio – Tiroler Landestheater und ex aequo Salome – Stadttheater Klagenfurt[2]
  - La Wally – Volksoper Wien
  - Aufstieg und Fall der Stadt Mahagonny – Salzburger Landestheater

### Beste Gesamtproduktion Operette
- Axel an der Himmelstür – Volksoper Wien
  - Land des Lächelns – Stadttheater Klagenfurt
  - Die Zirkusprinzessin – Oper Graz

### Beste Gesamtproduktion Musical
- In 80 Tagen um die Welt – Landestheater Linz
  - Vivaldi – die fünfte Jahreszeit – Volksoper Wien
  - Chess – Oper Graz

### Beste Gesamtproduktion Ballett
- Die kleine Meerjungfrau und der Geburtstag der Infantin (Tanzstücke, Mei Hong Lin, Musik von Alexander von Zemlinsky und Franz Schreker) – Landestheater Linz
  - Das Dschungelbuch – Bühne Baden
  - Cendrillon (Aschenputtel) (Ballett von Thierry Malandain) – Volksoper Wien
  - Nussknacker und Mäusetraum (Musik von Pjotr Iljitsch Tschaikowski) – Oper Graz

### Beste musikalische Leitung
- Mirga Gražinytė-Tyla – Idomeneo, Rè di Creta – Salzburger Landestheater
  - Marc Piollet – La Wally – Volksoper Wien
  - Dennis Russell Davies – Salome – Landestheater Linz

### Beste Regie
- Peter Lund – Axel an der Himmelstür – Volksoper Wien
  - Michael Kropf – Das Dschungelbuch – Bühne Baden
  - Jacopo Spirei – Aufstieg und Fall der Stadt Mahagonny – Salzburger Landestheater
  - Hermann Schneider – Solaris von Michael Obst – Landestheater Linz

### Beste Ausstattung
- Sam Madwar, Daria Kornysheva und Andreas Ivancsics – Axel an der Himmelstür – Volksoper Wien
  - Michael D. Zimmermann – Nostradamus von Roger Boggasch – Tiroler Landestheater
  - Manfred Waba und Friederike Friedrich – Das Dschungelbuch – Bühne Baden

### Beste Nachwuchskünstlerin
- Tetiana Miyus – La rondine (Lisette) – Oper Graz
  - Sophia Theodorides – Un ballo in maschera (Oscar) – Tiroler Landestheater
  - Keri Fuge – Orfeo ed Euridice (Amor) – Vorarlberger Landestheater

### Bester Nachwuchskünstler
- Jakob Semotan – Axel an der Himmelstür (mehrere Rollen) – Volksoper Wien
  - Pavel Petrov – La rondine (Prunier) – Oper Graz
  - Elliott Carlton Hines – Aufstieg und Fall der Stadt Mahagonny (Sparbüchsen Bill) – Salzburger Landestheater

### Lebenswerk
- Kurt Rydl[4]

### ORF-III-Medienpreis
- Thomas Hampson[5]

### Bester Chor
- Arnold Schoenberg Chor

### Bestes Orchester
- Orchester der Volksoper Wien

### Ehrenpreis für musikalische Vermittlung
- Global Symphony Orchestra und  Dirigent Mak Ka Lok[6]

### Off-Theaterpreis
- Neue Oper Wien – Pallas Athene weint
  - Tabaktrafik Linz – Die weiße Rose
  - EntArteOpera – Baruchs Schweigen im Semperdepot